# Dziadkowo (Basse-Silésie)
Pour les articles homonymes, voir Dziadkowo.
Dziadkowo est une localité polonaise de la gmina de Cieszków, située dans le powiat de Milicz en voïvodie de Basse-Silésie.